# Ball del Bo-bo
El ball del Bo-bo és una dansa tradicional de Monistrol de Montserrat que els administradors de la Festa de Sant Sebastià organitzen durant la festivitat del patró de la vila cada 20 de gener a la plaça del Bo-bo acabada la processó i el refresc dels associats de l'Associació de Sant Sebastià.

## Història
La constància de la celebració de la festa de Sant Sebastià queda palesa en el segon volum del Llibre del Credencer començat a escriure el 1797 on s'assenten els noms dels administradors de la festa i les incidències de l'any entorn d'aquesta. Aquest llibre a través dels apunts anuals certifica que com a mínim des d'aquesta data i fins als nostres dies la festa s'ha celebrat de manera ininterrompuda. No hi trobem referències precises sobre el naixement d'aquesta dansa però en les ordinacions escrites l'any 1797 en el Llibre del Credencer hi ha referències a unes «vallades ab tota decencia» entre les quals es creu que ja es ballava aquesta antiga dansa. L'any 2010 a dia 11 d'octubre la Generalitat de Catalunya declarà el Ball del Bo-bo Element Festiu Patrimonial d'Interès Nacional.
El Ball del Bo-bo pren el nom de la pregunta que fa el Credencer al poble congregat a la plaça on es balla el ball durant la petita pausa que hi ha entre la segona i l'última tirada del ball. Aquest és el moment de l'anunci dels administradors escollits per la festa del proper any, els quals antigament s'anunciaven davant els representants de les autoritats i membres del consistori municipal i de la parròquia per tal que els aprovessin i, actualment, s'anuncien al poble a manera de referèndum popular. Així doncs el Credencer anuncia en veu alta, un per un, els que seran administradors preguntant després de dir cada nom: «És bo?». Si el poble aprova l'escollit pel càrrec contesta: «Bo!», i si la desaprova: «Pega!». No es té constància que mai s'hagi desaprovat cap dels escollits administradors i com que la resposta normal a la pregunta «És bo?» acostuma a ser «Bo!» d'aquí es pren popularment el nom de la dansa.

## Balladors

### Els administradors de Sant Sebastià
Els administradors de Sant Sebastià eren, en un origen, tres homes dos de casats i un de fadrí. Aquests es responsabilitzaven de pagar totes les despeses que ocasionava la festivitat de la renovació del vot de poble podent sufragar part dels despeses amb una taxa que tradicionalment s'imposava als vidus que es casaven, podent castigar-los amb dies d'esquellots i fum si es negaven a pagar. Els administradors eren acompanyats durant tota la festivitat per la seva respectiva parella, exceptuant l'administrador fadrí que s'acompanyava de la seva mare fins que, acabada la processó amb el sant pels carrers de la vila, presentava la seva parella pocs minuts abans de realitzar el ball del Bo-bo. La jove acompanyant de l'administrador fadrí era una de les majors incògnites de la festa i popularment se la coneixia com la Poncellina. Els administradors de Sant Sebastià també són coneguts pels noms d'Abat i Batlle els casats i Prior el fadrí. El fet que els administradors paguessin les despeses de la festivitat de la seva butxaca feia cada cop més difícil trobar aspirants per rellevar l'administració de la festa, fins al punt que l'any 1888 un dels administradors es negà a contribuir en la festivitat degut als mals que ocasionà la crisi agrícola. Això ocasionà inevitablement el replantejament per part de l'ajuntament, la parròquia i els vilatans de fundar una confraria o associació que vetllés pel manteniment i la continuïtat del vot del poble. El 6 de gener de 1889 es constitueix l'entitat que actualment té cura de l'organització de la festa major en honor de Sant Sebastià. Anualment el dia de Sant Esteve es fa l'assemblea ordinària anual dels socis de l'Associació de Sant Sebastià a la sala de plens de l'Ajuntament amb la presidència honorària del rector i del batlle i es trien els tres socis balladors que l'any següent seran els titulars o administradors que acompliran el vot de poble i ballaran el ball del Bo-bo. Aquesta acta és llegida pel Credencer de Sant Sebastià, figura heretada de l'antic ofici municipal de secretari. El Credencer és elegit entre els associats que es presentin voluntaris, i és un càrrec sense validesa legal però de consens i prestigi. Cal tenir present que els balladors escollits en sorteig el 26 de desembre del 2011, no han ballat fins al 20 de gener del 2013; així tenen tot un any sencer per preparar la festa i sobretot per a la confecció dels vestits que portaran.

### El Porrer
El Porrer o Macer que pren part en el Ball del Bo-bo i durant tots els actes tradicionals de la festa de Sant Sebastià té la funció de mestre de cerimònies i vetlla constantment pel bon funcionament de la festivitat i per la correcta realització del ball. En un inici era el porrer de l'ajuntament de Monistrol de Montserrat qui menava els balladors i obria pas a les cercaviles i seguicis en què prenien part els digníssims administradors de la festa i el batlle i regidors del magnífic ajuntament. Segurament, amb la creació de l'Associació de Sant Sebastià aquesta instituí el seu propi porrer com a figura simbòlica per tal que representés l'entitat organitzadora de la festa i s'encarregués també de menar els balladors del Ball del Bo-bo. Això ocasionaria que el porrer de l'ajuntament deixés de prendre part en les ballades i tan sols seguis present a la festa obrint pas a la comitiva de l'Ajuntament en les seves anades i tornades de l'ajuntament a l'església parroquial de Sant Pere. Actualment el porrer de l'Associació de Sant Sebastià és escollit cada quatre anys entre els socis que voluntàriament es presenten pel càrrec.

## Vestuari
Les ordinacions dels estatuts de l'Associació de Sant Sebastià de Monistrol de Montserrat detallen per preservar la tradició el vestuari tradicional per ballar el Ball del Bo-bo. Així doncs es recomana que les pabordesses casades vesteixin com és tradició amb vestit de color, llarg i de faldilles amples amb mantellina negra a la catalana. Dels administradors casats es mana que vesteixin amb gambeto negre i duguin barret de copa català del mateix color. L'administrador Batlle durà el bastó amb borla enganxat al coll del gambeto. L'administrador Prior anirà vestit amb gambeto negre i durà barret de copa català del mateix color. La Poncellina, és a dir, la noia fadrina, anirà amb un vestit negre, essent aquest color l'acostumat dels vestits de núvia catalans dels temps de l'antigor, i durà folgada mantellina blanca a la catalana. El vestit haurà d'esser llarg, de faldes amples, seguint, a poder ser, els cànons de la indumentària clàssica catalana. El Porrer anirà amb la túnica i la boina granes tradicionals del seu vestuari propi i portarà la massa o porra de Sant Sebastià.

## Coreografia
El Ball del Bo-bo és format per quatre figures que amb el pas dels anys han adoptat un significat popular relacionat amb la tradició del deslliurament de la pesta a Monistrol de Montserrat per la intercessió de Sant Sebastià màrtir. El ball té tres tirades del contrapàs, tres del passeig galant, tres del punteig de va i ve i una de la sardana saltada. Aquest procediment es realitza tres vegades.

### Contrapàs
La primera figura del tradicional Ball del Bo-bo és un contrapàs, una de les danses més antigues de Catalunya. Aquesta primera figura és ballada per les tres dames, que són menades pel porrer que actua de capdanser. Formant una renglera, les tres dones s'agafen de les mans, posant-se la noia fadrina entremig de les casades. Bo i agafades de les mans, mantenen els braços mig alçats a l'altura del colze. El porrer es col·loca a l'extrem de la renglera, i pren la mà de la dama del seu cantó dret, que és la parella de l'Abat; a la mà esquerra hi du la porra de Sant Sebastià. Comença el Ball del Bo-bo. Fent punt de contrapàs, el porrer mena les tres dones a fer tres voltes a la plaça porxada. Cada vegada que passen per davant de la presidència, les balladores, ensems amb el porrer, en saluden les autoritats gentilment (romanalla dels antics usatges de la vila) i aquestes els tornen la salutació. Aquesta figura és coneguda popularment com la “presentació de les dones”. Segons la veu popular, sembla que vulgui representar que, davant del problema de la malura, van esser les dones les quines es van moure a demanar la intercessió del gloriós Sant Sebastià.

### Passeig galant
La segona figura del Ball del Bo-bo és un passeig galant, figura molt usual en el dansar català. El porrer lliura les balladores a llurs balladors i es retira de la dansa. Aleshores, les parelles s'agafen amb els braços encreuats. Romp el passeig la parella que formen l'administrador Abat i la seva esposa, el segueix la que formen el Prior i la seva acompanyant i, finalment, surt a dansar la del Batlle i la seva esposa. Totes tres parelles donen amb gallardia tres volts a la plaça, i com en el contrapàs, cada cop que una parella passa per davant de la tarima presidencial, en saluda les autoritats i clergues. Aquesta figura és coneguda popularment com “la promesa”, perquè els vilatans de Monistrol de Montserrat, en el gest d'encreuar les mans, hi veieren l'oració d'aquells monistrolencs que demanaren la intercessió a Sant Sebastià.

### Punteig de va i ve
La tercera figura és un punteig de va i ve, figura també molt usual en el dansar català. L'home es col·loca de cara a la dona. Ella avança de cara i ell d'esquena. Al compàs de la música van fent tres passes vers una banda i tres vers l'altra, ambdós en sentit contrari. En tornar dels extrems, i trobar-se un instant encarats, se fan una xica reverència de cortesia. Cada vegada que ve la cadència de la melodia ambdós balladors fan un giravolt sobre si mateixos. Aquesta és la figura que més caracteritza el Ball del Bo-bo, i la que crea una relació més gran amb la història del vot de poble de Monistrol de Montserrat, car mentre els balladors fan aquest punteig de va i ve, amb els braços fan un gest que sembla que vulgui representar que amb els dits prenguin quelcom a l'altura de llur pit, i que, en obrir els braços enfora, ho reparteixin a la gent que guaita la dansa. Aquest gest ha acabat esdevenint el més peculiar de la dansa, puix el poble hi ha vist el “repartiment de la salut” concedida per la intercessió de Sant Sebastià.

### Sardana Saltada
La quarta figura enceta nous compassos de melodia, i és una sardana saltada, figura imprescindible al final de qualsevol ballada a la catalana. Les tres parelles s'agafen de les mans en rotllana i, giravoltant airosament, donen un sol volt a la plaça que fineix amb una reverència concèntrica. La veu popular anomena aquesta figura la “sardana” i, a part d'esser molt estimada per tothom, segons la tradició vol representar la joia per l'alliberament de la pesta.

## Plaça del Bo-bo

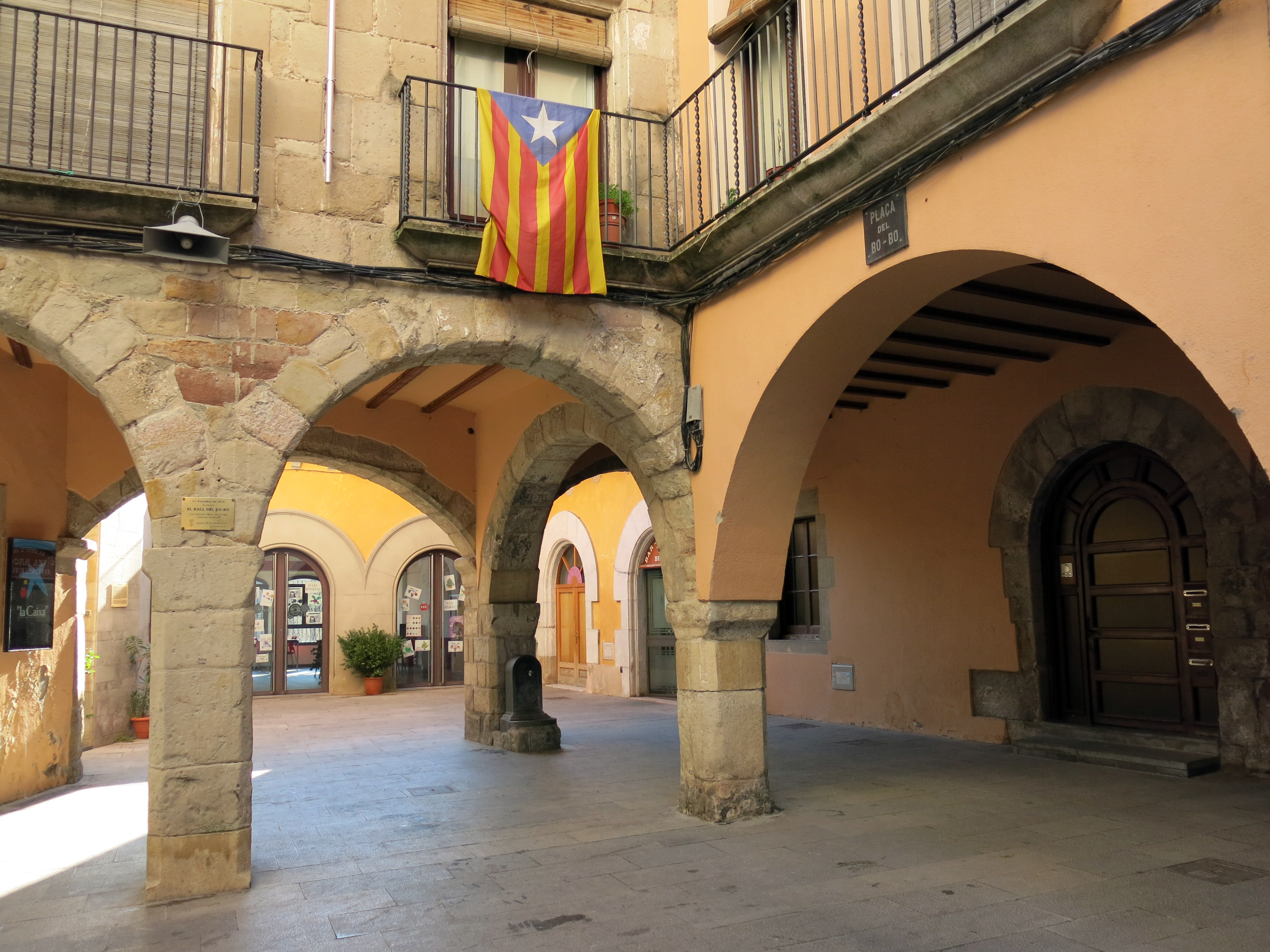
Plaça del Bo-bo

La plaça del Bo-bo és el més genuí del patrimoni arquitectònic i urbà de Monistrol de Montserrat. La plaça, porxada, ha patit pocs canvis des que es va construir al segle xvii. És en aquest temps que es converteix en la plaça major del poble i centre del mercat setmanal. Ara encara s'hi pot observar l'any de construcció i la primera representació coneguda de l'escut de la vila caracteritzat per una bola partida en tres parts per una creu. En aquesta plaça, cada 20 de gener se celebra la festa de Sant Sebastià i el ball votiu en honor del sant. La tradició d'honorar aquest, advocat contra les pestes, es remunta al final del segle xvi. Dita festa ha estat reconeguda com a Element Festiu Patrimonial d'Interès Nacional per part del departament de Cultura de la Generalitat de Catalunya.